# Янет Соверо
Янет Урсула Соверо Ніно (ісп. Yanet Ursula Sovero Nino; нар. 2 травня 1983) — перуанська борчиня вільного стилю, чемпіонка, п'ятиразова срібна та дворазова бронзова призерка Панамериканських чемпіонатів, бронзова призерка Панамериканських ігор, п'ятиразова чемпіонка та срібна призерка чемпіонатів Південної Америки, чемпіонка Південноамериканських ігор, триразова срібна та бронзова призерка Боліваріанських ігор, учасниця Олімпійських ігор.

## Біографія
Боротьбою почала займатися з 2000 року. Виступає за борцівський клуб «Хосе Гранда», Ліма.

## Спортивні результати на міжнародних змаганнях

### Виступи на Олімпіадах
| Змагання                    | Збірна | Вагова категорія          | Місце |
| --------------------------- | ------ | ------------------------- | ----- |
| Літні Олімпійські ігри 2016 | Перу   | жіноча боротьба, до 58 кг | 18    |

### Виступи на Чемпіонатах світу
| Змагання                        | Збірна | Вагова категорія          | Місце |
| ------------------------------- | ------ | ------------------------- | ----- |
| Чемпіонат світу з боротьби 2003 | Перу   | жіноча боротьба, до 55 кг | 27    |
| Чемпіонат світу з боротьби 2015 | Перу   | жіноча боротьба, до 58 кг | 18    |
| Чемпіонат світу з боротьби 2017 | Перу   | жіноча боротьба, до 63 кг | 16    |
| Чемпіонат світу з боротьби 2018 | Перу   | жіноча боротьба, до 65 кг | 15    |

### Виступи на Панамериканських чемпіонатах
| Змагання                                   | Збірна | Вагова категорія          | Місце  |
| ------------------------------------------ | ------ | ------------------------- | ------ |
| Панамериканський чемпіонат з боротьби 2002 | Перу   | жіноча боротьба, до 55 кг | Срібло |
| Панамериканський чемпіонат з боротьби 2011 | Перу   | жіноча боротьба, до 63 кг | 7      |
| Панамериканський чемпіонат з боротьби 2012 | Перу   | жіноча боротьба, до 63 кг | 8      |
| Панамериканський чемпіонат з боротьби 2013 | Перу   | жіноча боротьба, до 59 кг | Бронза |
| Панамериканський чемпіонат з боротьби 2014 | Перу   | жіноча боротьба, до 58 кг | Срібло |
| Панамериканський чемпіонат з боротьби 2016 | Перу   | жіноча боротьба, до 60 кг | Срібло |
| Панамериканський чемпіонат з боротьби 2017 | Перу   | жіноча боротьба, до 63 кг | Срібло |
| Панамериканський чемпіонат з боротьби 2018 | Перу   | жіноча боротьба, до 68 кг | Бронза |
| Панамериканський чемпіонат з боротьби 2019 | Перу   | жіноча боротьба, до 68 кг | 5      |
| Панамериканський чемпіонат з боротьби 2020 | Перу   | жіноча боротьба, до 72 кг | Золото |
| Панамериканський чемпіонат з боротьби 2021 | Перу   | жіноча боротьба, до 72 кг | Срібло |
| Панамериканський чемпіонат з боротьби 2022 | Перу   | жіноча боротьба, до 68 кг | 5      |

### Виступи на Панамериканських іграх
| Змагання                  | Збірна | Вагова категорія          | Місце  |
| ------------------------- | ------ | ------------------------- | ------ |
| Панамериканські ігри 2003 | Перу   | жіноча боротьба, до 55 кг | 5      |
| Панамериканські ігри 2011 | Перу   | жіноча боротьба, до 63 кг | 7      |
| Панамериканські ігри 2015 | Перу   | жіноча боротьба, до 58 кг | Бронза |
| Панамериканські ігри 2019 | Перу   | жіноча боротьба, до 68 кг | 5      |

### Виступи на Кубках світу
| Змагання                    | Збірна | Вагова категорія          | Місце |
| --------------------------- | ------ | ------------------------- | ----- |
| Кубок світу з боротьби 2020 | Перу   | жіноча боротьба, до 72 кг | 8     |

### Виступи на Чемпіонатах Південної Америки
| Змагання                                    | Збірна | Вагова категорія          | Місце  |
| ------------------------------------------- | ------ | ------------------------- | ------ |
| Чемпіонат Південної Америки з боротьби 2011 | Перу   | жіноча боротьба, до 63 кг | Золото |
| Чемпіонат Південної Америки з боротьби 2012 | Перу   | жіноча боротьба, до 63 кг | Срібло |
| Чемпіонат Південної Америки з боротьби 2013 | Перу   | жіноча боротьба, до 59 кг | Золото |
| Чемпіонат Південної Америки з боротьби 2015 | Перу   | жіноча боротьба, до 63 кг | Золото |
| Чемпіонат Південної Америки з боротьби 2016 | Перу   | жіноча боротьба, до 63 кг | Золото |
| Чемпіонат Південної Америки з боротьби 2019 | Перу   | жіноча боротьба, до 68 кг | Золото |

### Виступи на Південноамериканських іграх
| Змагання                       | Збірна | Вагова категорія          | Місце  |
| ------------------------------ | ------ | ------------------------- | ------ |
| Південноамериканські ігри 2014 | Перу   | жіноча боротьба, до 63 кг | 5      |
| Південноамериканські ігри 2018 | Перу   | жіноча боротьба, до 68 кг | Золото |

### Виступи на Боліваріанських іграх
| Змагання                 | Збірна | Вагова категорія          | Місце  |
| ------------------------ | ------ | ------------------------- | ------ |
| Боліваріанські ігри 2005 | Перу   | жіноча боротьба, до 59 кг | Срібло |
| Боліваріанські ігри 2013 | Перу   | жіноча боротьба, до 59 кг | Срібло |
| Боліваріанські ігри 2017 | Перу   | жіноча боротьба, до 63 кг | Бронза |
| Боліваріанські ігри 2022 | Перу   | жіноча боротьба, до 68 кг | Срібло |

### Виступи на інших змаганнях
| Змагання                                                               | Збірна | Вагова категорія          | Місце  |
| ---------------------------------------------------------------------- | ------ | ------------------------- | ------ |
| Олімпійський кваліфікаційний турнір з боротьби 2012 (Кіссіммі-Орландо) | Перу   | жіноча боротьба, до 63 кг | 5      |
| Гран-прі Іспанії з боротьби 2012                                       | Перу   | жіноча боротьба, до 63 кг | 10     |
| Міжнародний меморіал Дейва Шульца 2014                                 | Перу   | жіноча боротьба, до 60 кг | 5      |
| Кубок Гранми з боротьби 2014                                           | Перу   | жіноча боротьба, до 63 кг | 5      |
| Кубок Гранми з боротьби 2015                                           | Перу   | жіноча боротьба, до 58 кг | Бронза |
| Олімпійський кваліфікаційний турнір з боротьби 2016 (Фріско)           | Перу   | жіноча боротьба, до 58 кг | 5      |
| Олімпійський кваліфікаційний турнір з боротьби 2016 (Улан-Батор)       | Перу   | жіноча боротьба, до 58 кг | 15     |
| Олімпійський кваліфікаційний турнір з боротьби 2016 (Стамбул)          | Перу   | жіноча боротьба, до 58 кг | 14     |
| Cerro Pelado International 2017                                        | Перу   | жіноча боротьба, до 63 кг | Срібло |
| Турнір Дана Колова — Николи Петрова 2018                               | Перу   | жіноча боротьба, до 69 кг | 5      |
| Відкритий чемпіонат Польщі з боротьби 2018                             | Перу   | жіноча боротьба, до 68 кг | 13     |
| Турнір Олександра Медведя 2018                                         | Перу   | жіноча боротьба, до 65 кг | 4      |
| Меморіал Іона Корнеану і Ладислава Сімона 2018                         | Перу   | жіноча боротьба, до 65 кг | Срібло |
| Турнір Дана Колова — Николи Петрова 2019                               | Перу   | жіноча боротьба, до 68 кг | 16     |
| Гран-прі Іспанії з боротьби 2019                                       | Перу   | жіноча боротьба, до 68 кг | 7      |
| Олімпійський кваліфікаційний турнір з боротьби 2020 (Оттава)           | Перу   | жіноча боротьба, до 68 кг | 5      |
| Олімпійський кваліфікаційний турнір з боротьби 2020 (Софія)            | Перу   | жіноча боротьба, до 68 кг | 17     |